# Городец (Будницкое сельское поселение)
Городе́ц — деревня в Велижском районе Смоленской области России. Входит в состав Будницкого сельского поселения. Население — 7 жителей (2007). 
Расположена в северо-западной части области в 15 км к юго-западу от Велижа, в 12 км южнее автодороги Р133 Смоленск — Невель. В 79 км южнее деревни расположена железнодорожная станция Рудня на линии Смоленск — Витебск.

## История
В годы Великой Отечественной войны деревня была оккупирована гитлеровскими войсками в июле 1941 года, освобождена в сентябре 1943 года.